# Kallithéa (ort i Grekland, Thessalien)
Kallithéa är en ort i Grekland.   Den ligger i prefekturen Trikala och regionen Thessalien, i den centrala delen av landet, 260 km nordväst om huvudstaden Aten. Kallithéa ligger 620 meter över havet och antalet invånare är 151.
Terrängen runt Kallithéa är kuperad. Runt Kallithéa är det ganska glesbefolkat, med 34 invånare per kvadratkilometer. Närmaste större samhälle är Kalampáka, 11,3 km sydväst om Kallithéa. Trakten runt Kallithéa består till största delen av jordbruksmark.